# Övre Båtviksmyrtjärnen
Övre Båtviksmyrtjärnen är en sjö i Skellefteå kommun i Västerbotten och ingår i Jävreåns huvudavrinningsområde.